# Sabriye Gönülkırmaz

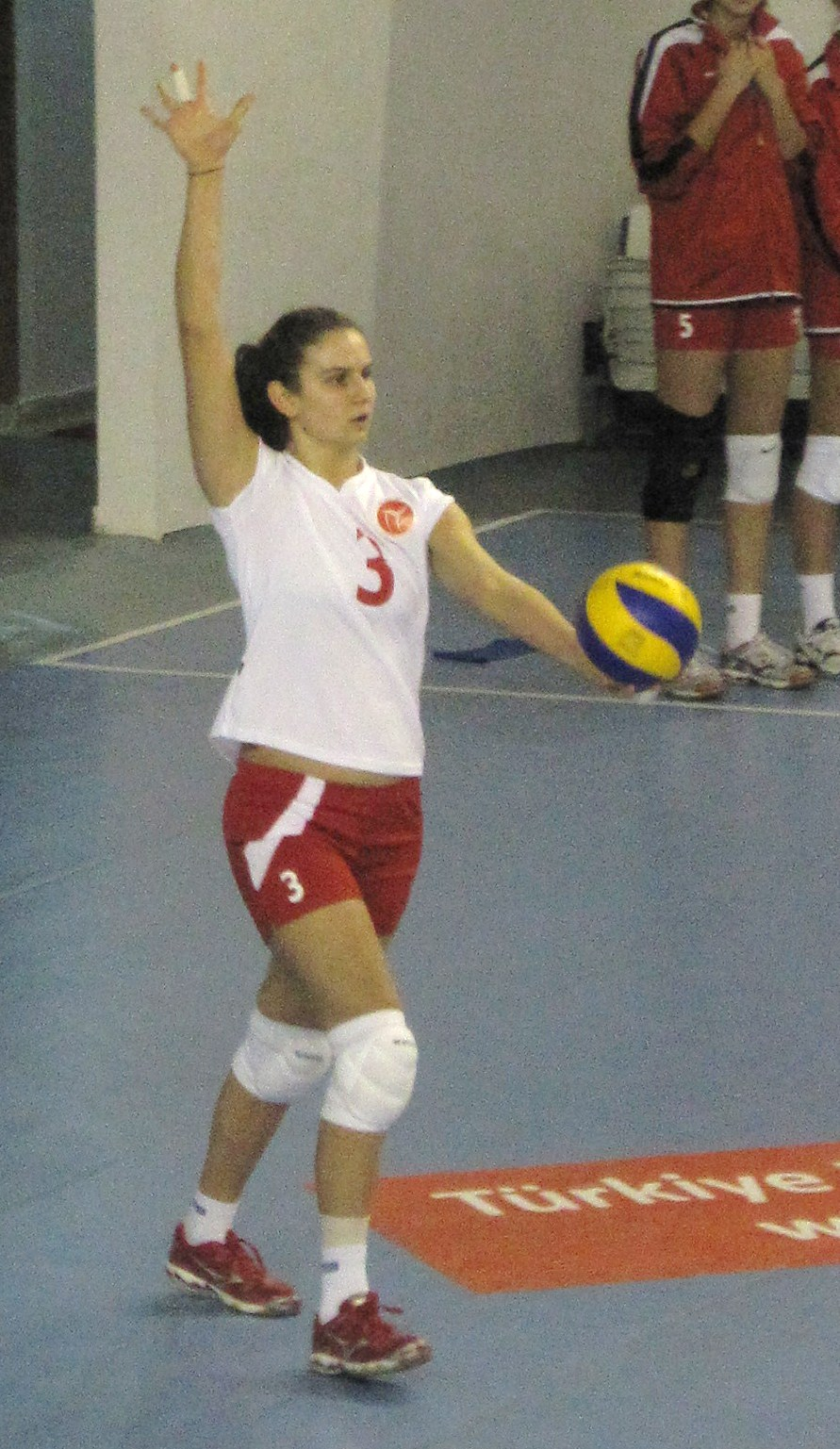
Sabriye Gönülkırmaz

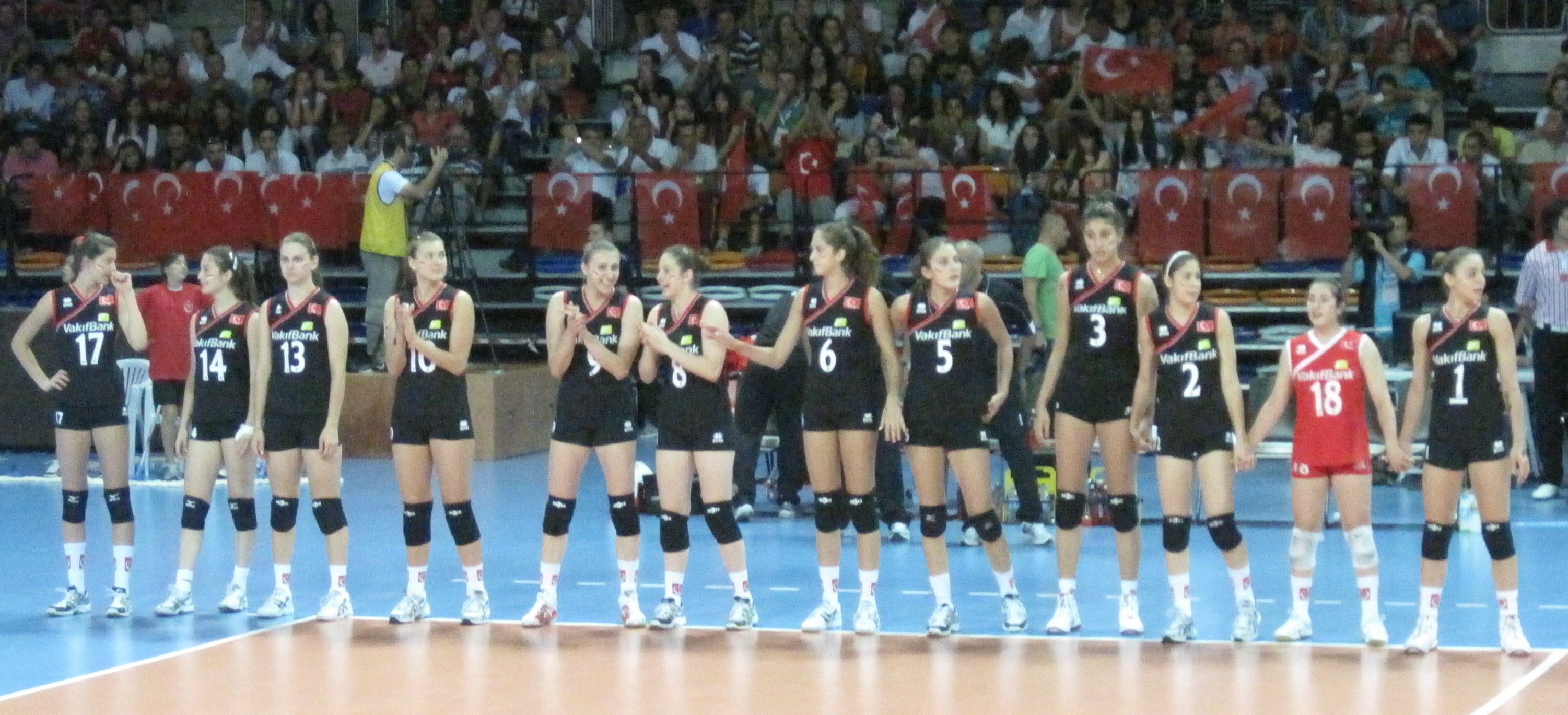
Sabriye Gönülkırmaz (nombre 13) amb la selecció nacional turca juvenil, campiona del món 2011.

Sabriye Gönülkırmaz (Istanbul, 17 de maig de 1994) és una jugadora de voleibol turca. Actualment juga a Salihli Belediyespor. La temporada 2014-15 jugava pel Seramiksan SK. Ha estat membre de la selecció turca juvenil (U-20). També juga a voleibol de platja.